# 포도뮤지엄
포도뮤지엄(PODO Museum)은 대한민국 제주특별자치도 서귀포시에 위치한 박물관이다. 박물관 옆에는 건축가 유동룡이 이 디자인한 PODO 호텔이 위치해있다. 2021년 4월 24일에 개관했으며, 건축가 김석철에 의해 설계되었다.